# Ambassade de France à Maurice
L'ambassade de France à Maurice est la représentation diplomatique de la République française auprès de la république de Maurice. Elle est située à Port-Louis, la capitale du pays, et son ambassadeur est, depuis 2023, Frédéric Bontems.

## Ambassade
L'ambassade est située St Georges Street à Port-Louis. Elle accueille aussi une section consulaire.

## Ambassadeurs de France à Maurice
| De   | À    | Ambassadeur             |
| ---- | ---- | ----------------------- |
| 1968 | 1974 | Raphaël Touze           |
| 1974 | 1978 | Maurice Merllie         |
| 1978 | 1982 | Jean-Jacques Mano       |
| 1982 | 1985 | Henri Bernard           |
| 1985 | 1988 | Philippe Petit (d)      |
| 1988 | 1992 | Philippe Coste          |
| 1992 | 1995 | Joël de Zorzi           |
| 1995 | 1997 | Jean-Michel Lacombe     |
| 1997 | 2001 | René Forceville         |
| 2001 | 2004 | Henri Vignal            |
| 2004 | 2007 | Dominique Renaux        |
| 2007 | 2010 | Jacques Maillard        |
| 2010 | 2013 | Jean-François Dobelle   |
| 2013 | 2016 | Laurent Garnier         |
| 2016 | 2017 | Gilles Huberson (tr)    |
| 2017 | 2020 | Emmanuel Cohet          |
| 2020 | 2023 | Florence Causse-Tissier |
| 2023 | auj. | Frédéric Bontems        |

## Consulat

### Communauté française
Au 31 décembre 2016, 11 367 Français sont inscrits sur les registres consulaires à Maurice, avec une augmentation constante, la plaçant au premier rang des communautés étrangères.
| 2001  | 2002  | 2003  | 2004  |
| ----- | ----- | ----- | ----- |
| 5 715 | 6 462 | 6 983 | 7 038 |

| 2005  | 2006  | 2007  | 2008  |
| ----- | ----- | ----- | ----- |
| 6 600 | 7 226 | 7 464 | 8 270 |

| 2009  | 2010  | 2011  | 2012   |
| ----- | ----- | ----- | ------ |
| 8 598 | 9 109 | 9 780 | 10 175 |

| 2013   | 2014   | 2015   | 2016   |
| ------ | ------ | ------ | ------ |
| 10 322 | 10 589 | 10 629 | 11 367 |

### Circonscriptions électorales
Depuis la loi du 22 juillet 2013 réformant la représentation des Français établis hors de France avec la mise en place de conseils consulaires au sein des missions diplomatiques, les ressortissants français d'une circonscription recouvrant Maurice et les Seychelles élisent pour six ans quatre conseillers consulaires. Ces derniers ont trois rôles :
1. ils sont des élus de proximité pour les Français de l'étranger ;
2. ils appartiennent à l'une des quinze circonscriptions qui élisent en leur sein les membres de l'Assemblée des Français de l'étranger ;
3. ils intègrent le collège électoral qui élit les sénateurs représentant les Français établis hors de France.

Pour l'élection à l'Assemblée des Français de l'étranger, Maurice appartenait jusqu'en 2014 à la circonscription électorale de Tananarive, comprenant aussi les Comores, Madagascar et les Seychelles, et désignant quatre sièges. Maurice appartient désormais à la circonscription électorale « Afrique centrale, australe et orientale » dont le chef-lieu est Libreville et qui désigne cinq de ses 37 conseillers consulaires pour siéger parmi les 90 membres de l'Assemblée des Français de l'étranger.
Pour l'élection des députés des Français de l’étranger, Maurice dépend de la 10e circonscription.

### La mission économique
Les locaux de la mission économique sont également situés à Port-Louis, mais dans un autre site. Elle est compétente sur les relations économiques et commerciales entre la France et Maurice ainsi qu'avec les Seychelles et l'Union des Comores, deux autres petits États insulaires de l'ouest de l'océan Indien.